# Цукрова голова

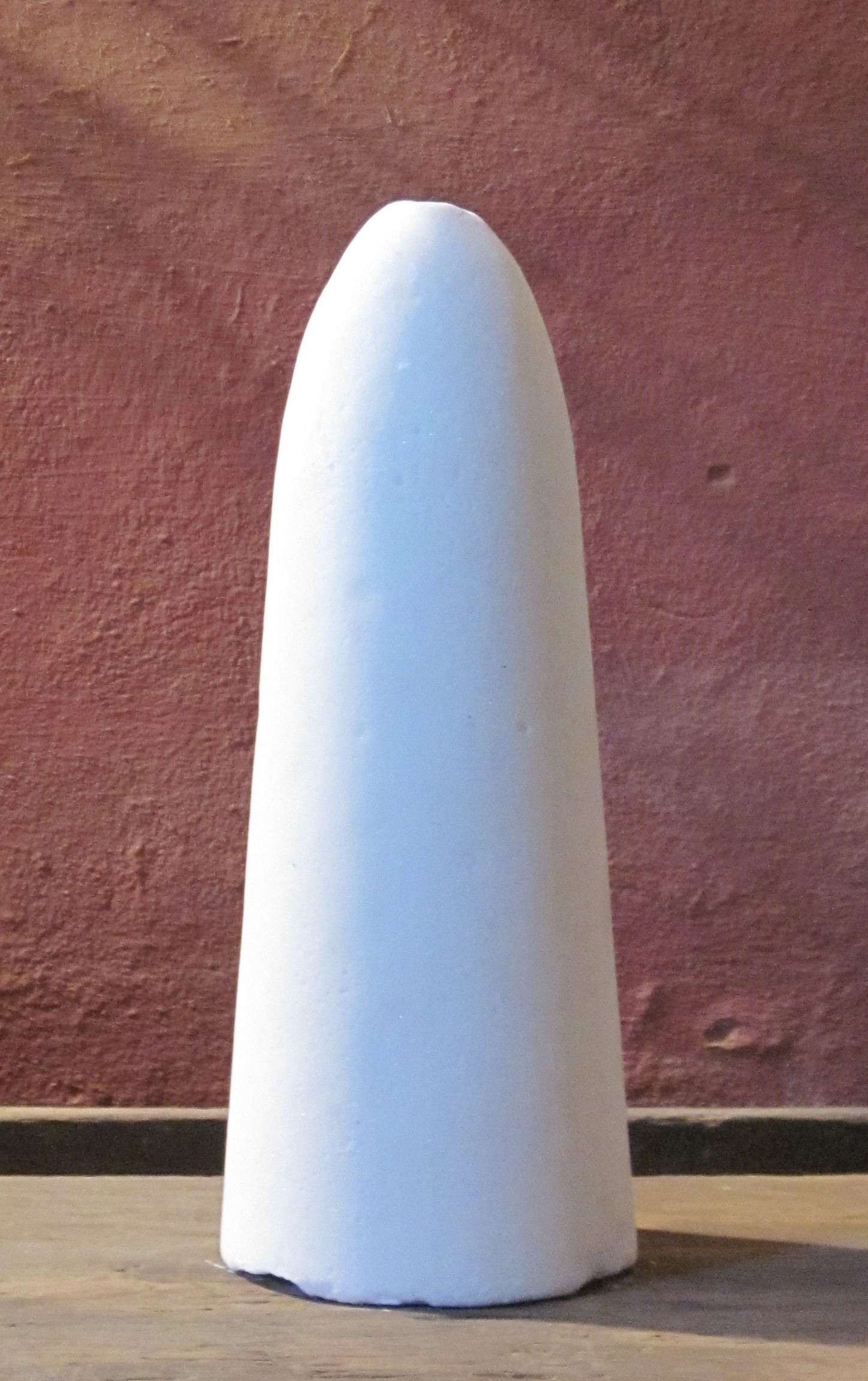
Цукрова голова; щоб відламувати від неї шматочки цукру, використовували Sugar nips

Цукрова голова — традиційний спосіб фасування цукру на продаж до кінця XIX століття, коли з'явився цукор у гранулах і кубиках. Темний цукор-сирець, імпортований з регіонів вирощування цукрової тростини, як-то Карибський басейн і Бразилія, очищували, і високий білий конус білого цукру із заокругленою вершиною був результатом цього процесу.

## Історія

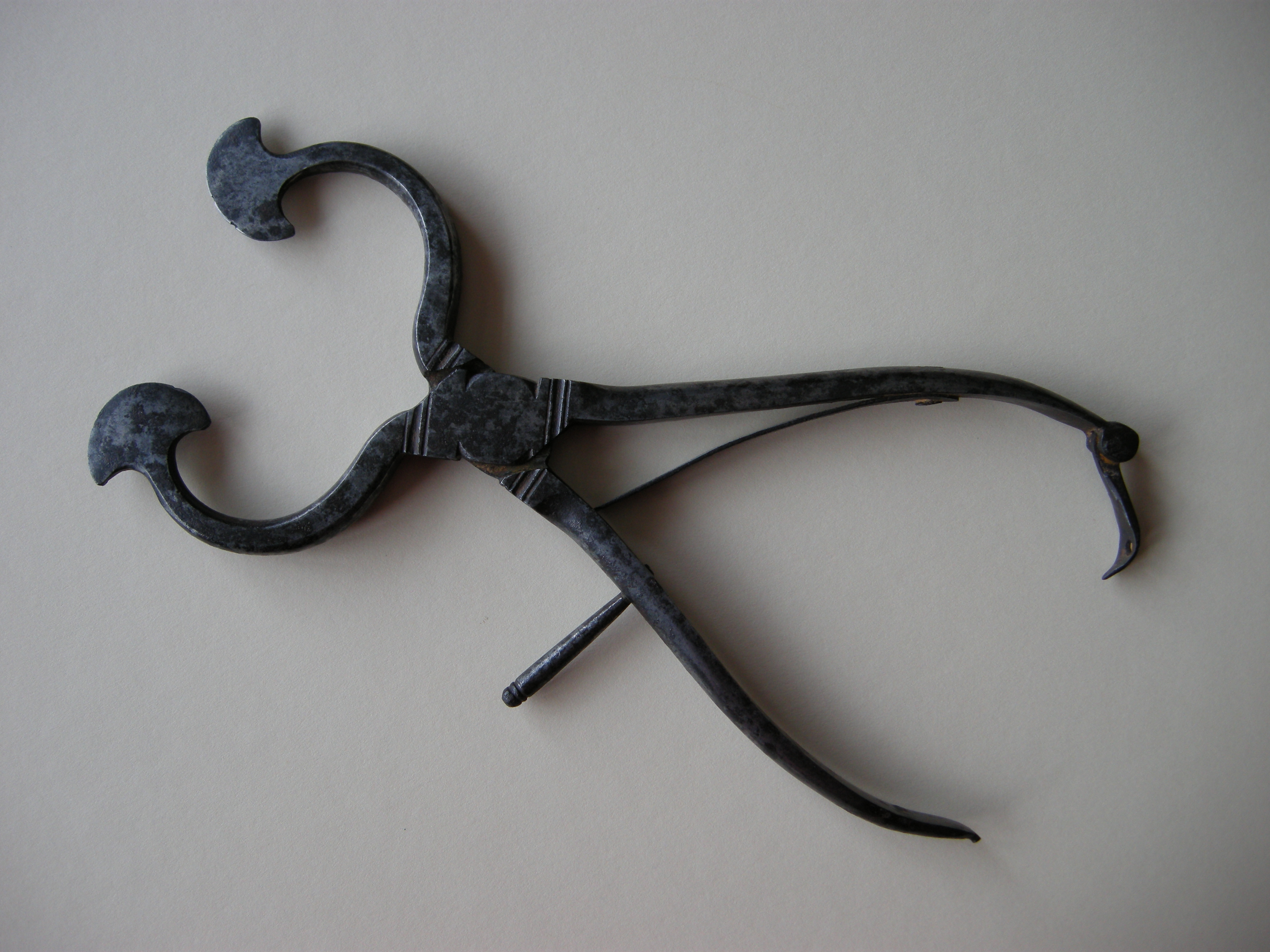
Цукрові щипці для різання цукрової голови на дрібні шматочки

Найдавніший відомий запис датується XII століттям і зроблений у Йорданії, хоча згадки про конус цукру знайдено і в арабських записах аль-Зубайра ібн Баккара IX століття. В Європі вони з'являються в Італії в 1470 році, у Бельгії в 1508 році, в Англії у 1544 році, у Голландії в 1566 році, у Німеччині в 1573 році та у Франції в 1613 році. Коли в континентальній Європі з 1799 року стали рафінувати цукор з цукрових буряків, цукрові голови вироблялися таким же чином, і надалі були звичними в деяких місцевостях, особливо в Німеччині, де невеликі цукрові голови були необхідним інгредієнтом для приготування вогненного пуншу різдвяного сезону.
До середини XIX століття британський уряд використовував систему каральних податків, щоб унеможливити своїм колоніям у Карибському басейні виробництво власного цукру і постачання в Британію готових цукрових голів. До того подібним чином промисловість Амстердама захищалася від імпорту білого цукру зі Східної Індії. Натомість на плантаціях виварювали свіжий сік цукрової тростини й отриманий темний цукор-сирець у бочках відправляли до Європи — це було одне з плечей трикутникової торгівлі.
Цукрова голова також була ознакою продавця бакалії і її часто можна було побачити надворі або у вікні, а інколи також на торгових жетонах.

## Процес
Цукор-сирець очищувався у процесі повторюваних стадій кип'ятіння і фільтрації. Коли після останнього варіння цукор вважали готовим для грануляції, його виливали у численні перевернуті конічні форми. Ці форми робили, як правило, з коричневої кераміки або листа заліза з нанесенням з внутрішньої сторони шлікера або фарби відповідно, і кожну вставляли у збірний горщик. Упродовж наступних кількох днів основна маса темного сиропу і некристалізованої рідини зливалася через невеликий отвір в нижній частині форми в збірний бак. Щоб зробити цукор білішим, широкий кінець цукрової голови поливали розчином білої глини або розчиненого у теплій воді білого цукру. Рідина повільно проходила через цукор, вимиваючи залишки меляси чи інші речовини, що дають колір, і збиралася у горщик. Цукрові голови потім вистукували з форм, сотнями сушили одночасно у кімнаті-печі, а тоді загортали, як правило, у синій папір, щоб цукор видавався ще білішим.

## Класи

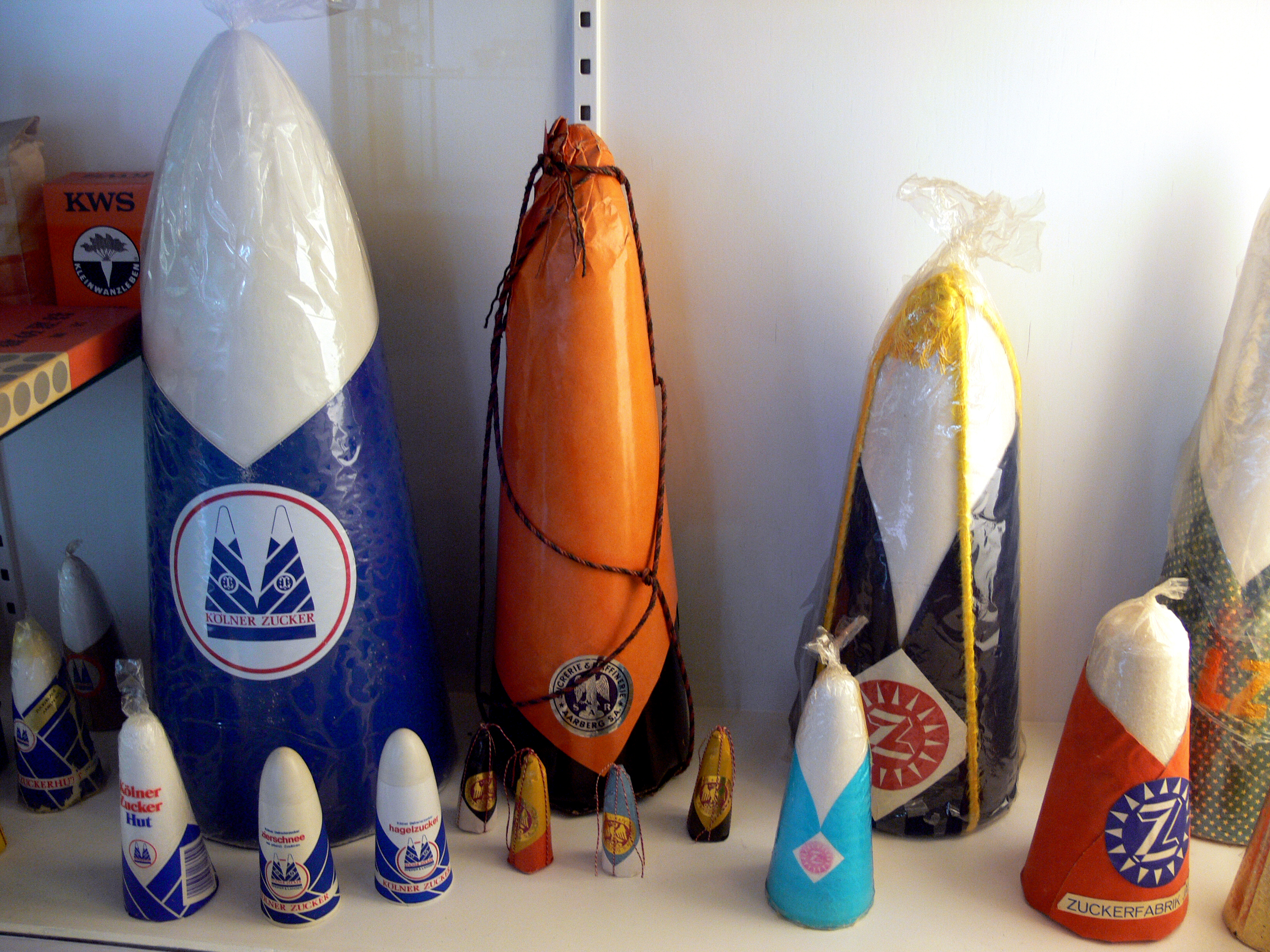
Цукрові голови різного розміру, Sugar Museum (Berlin)

Форми, а тому і цукрові голови, значно різнилися за розміром: чим більша цукрова голова, тим нижчий клас цукру. Клас цукру визначав ціну, а голови продавалися на вагу, і виробник сплачував податки, виходячи з ваги проданого цукру. Коли очищувалася нова партія цукру-сирцю, найкращий цукор отримували з першого кип'ятіння. Після цього, відходи й обрізки з першого кип'ятіння повертали на початок процесу і змішували з наступним цукром-сирцем для другого кип'ятіння, і так це повторювалося до кінця партії, з деяким зменшенням якості результату кожного наступного кип'ятіння. Найкращі цукрові голови — заввишки 13 см і діаметром 13 см — були дуже дорогими внаслідок тривалого повторення процесу відбілювання, як і дещо більші голови з перших виварювань. Нижчі класи цукру було важче кристалізувати, тому використовували більші форми: зазвичай 25-36 см діаметром і заввишки до 76 см, а вагою до 16 кг. Найнижчі класи очищення цукру називати бастардами, хоча отримували і ще нижчі, виварюючи відходи фільтрації, зазвичай вже в іншому приміщенні.

## Термін
Назву «цукрова голова» використовували на позначення інших об'єктів, що мали таку ж форму заокругленого конуса, зокрема, її мають деякі гори (наприклад, скеля у Ріо-де-Жанейро, гора в Криму тощо).
За подібністю форми реконструктори назвали цукровою головою різновид шолома, що активно використовувався в першій половині XIV століття.

## У геральдиці

Фуншал